# チュメニ
チュメニ（ロシア語: Тюмень, ラテン文字転写: Tyumen ロシア語発音: [tʲʉˈmʲenʲ]; Siberian Tatar: Цимкетора, ラテン文字転写: Tsimketora）は、ロシア連邦、シベリア西部の都市。チュメニ州の州都。トゥラ川の河畔に広がる。人口は約86万人（2024年）。20年前の人口は約50万人であり、人口増加が著しい都市である。モスクワから東へ2,144 km。西のエカテリンブルクと東のオムスクの間に当たる。

## 概要
チュメニはシベリアで最初のロシアの前哨であり、1586年、シビル・ハン国がロシアの攻撃を受けていた時期に、ロシア人の東方遠征を支援する目的で建設された。これ以来、チュメニは常に「シベリアへの玄関口」として重要な町であった。トゥラ川の水路とウラル山脈を越えてきた陸路が交差する位置にあったため、チュメニは小集落から瞬く間に大きな交易都市・産業都市へと拡大した。1885年にシベリア鉄道が開通したことも発展に拍車をかけた。チュメニ市の中心部には18世紀から20世紀にかけての都市拡大を物語る建築が数多く残る。
1950年代にはチュメニ油田が発見され、大きな経済成長を遂げた。チュメニ油田は旧ソヴィエト連邦最大の油田であり、今もロシア国内の原油の約6割、天然ガスの約8割を産出する。チュメニでは石油産業のほか、木材加工や化学工業なども盛ん。
水陸の交通の拠点でありウラル東部の広大な地域に広がる油田・ガス田の採掘の拠点でもあるほか、文化や教育の中心でもある。チュメニ国立大学や、劇場、博物館などがある。

## 歴史

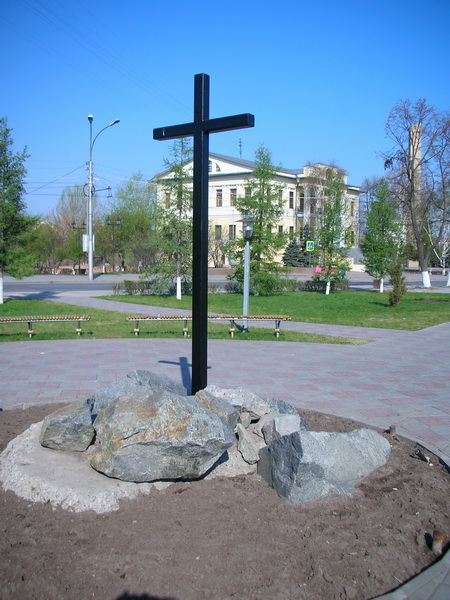
イェルマークを記念する十字架

チュメニのある場所は中央アジアからヴォルガ川流域に至る歴史ある交易路がトゥラ川を越える場所にあり、何世紀もの間シベリア南部の遊牧民がこの場所の支配権をめぐり争奪してきた場所だった。
チュメニ周辺はシビル・ハン国の領土であったが、1580年代にイェルマーク・チモフェイヴィッチに率いられたコサックの攻撃を受け、攻撃中の1586年7月、ツァーリ・フョードル1世は、ヴォエヴォダのヴァシーリー・ボリソフ・スキンとイワン・ミャスノイに対し、コサックが焼き払ったトゥラ川沿いのシビル・ハン国の重要都市チムギ＝トゥラ（Chimgi-Tura, Цимкетора, トゥメン Tumen）の跡地にチュメニのクレムリ（要塞）を作るよう命じた。
1598年には完全に滅びロシア・ツァーリ国に併合されたが、シビル・ハン国の滅亡後もチュメニの要塞はタタール人やカルムイク人の軍勢の攻撃を受け続けたため、チュメニの住民の多くはストレリツィの銃兵やコサックなどといった国境警備兵であった。しかし遊牧民族の征服が進むにつれ攻撃はやがて収まり、職人などの庶民がチュメニに集まり始めた。チュメニはシベリアに作られた最初のロシア人の町である。

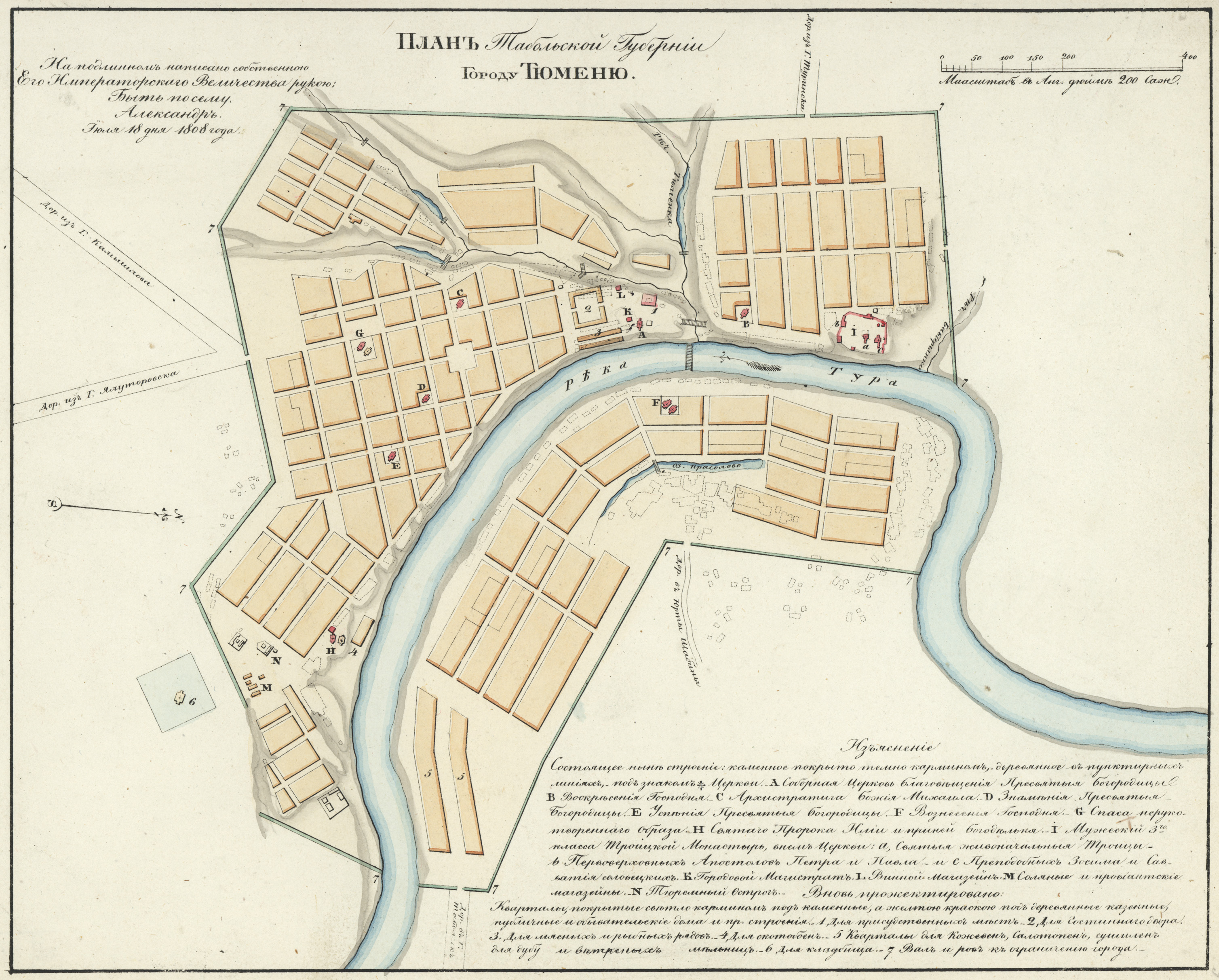
チュメニ市街図（1808年）

18世紀初めのチュメニは、西方のヨーロッパ・ロシアと東方の清帝国、南方の中央アジアを結ぶ交易都市であった。また革職人や鍛冶屋など多数の職人が住む手工業の中心でもあった。1763年には約7,000人の人口を抱えていた。
19世紀に入ってもゆるやかにチュメニの成長は続いた。1836年、シベリア最初の蒸気船がチュメニで建造され、オビ川・エルティシ川流域で旅客や貨物の輸送に活躍した。1862年には電信がチュメニに到達し、1864年には上水道が敷設された。しかし1885年にチュメニに到達したシベリア鉄道が決定的に重要であった。その後東方へ延伸されるまでの数年間、チュメニはロシアの鉄道網の最東端の駅であり、ヨーロッパ・ロシアからシベリアへの貨物はチュメニで船に積み替えられ、トゥラ川・トボル川・エルティシ川・オビ川を経てシベリアを横断した。こうしてチュメニは交通の結節点になり、同時に西シベリアの交易と産業の第一の中心となった。19世紀末にはチュメニの人口は30,000人を超え、北にあるライバル都市でトボリスク県都のトボリスクを凌ぎ、トボリスクにあった地方行政の拠点機能を20世紀初頭に奪った。1944年8月14日にはチュメニはトボリスクも含む「チュメニ州」の中心になっている。ロシア帝国末期の聖職者グリゴリー・ラスプーチンは、チュメニ近郊の農村ポクロフスコエに生まれた。

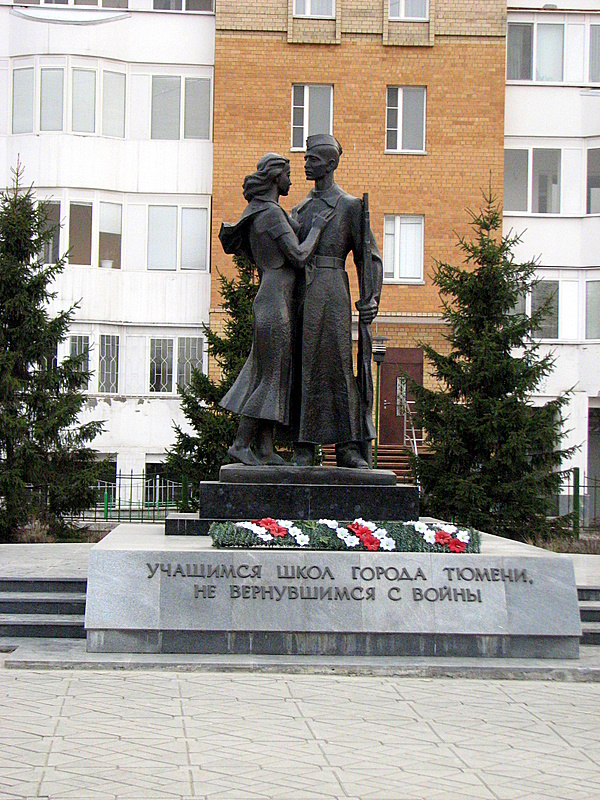
戦没学生記念碑

20世紀はチュメニにとって試練と飛躍の両方を経験した時期となった。革命後のロシア内戦時、オムスクに拠点を置いたアレクサンドル・コルチャーク提督の率いるシベリア白軍の支配下にあったチュメニは、1918年1月5日に赤軍により占領された。1930年代、ソビエト連邦のもとでチュメニは西シベリアの重要な産業都市となり工業が集積した。第二次世界大戦勃発の時点では、シベリアの蒸気船、貨物船、家具、毛皮製品、革製品のほとんどがチュメニで製造されていた。
ロシアでは「大祖国戦争」として知られる独ソ戦が始まると、モスクワのレーニン廟にあったウラジーミル・レーニンの棺は安全のために一時チュメニの偽装された墓地（現在のチュメニ国立農業アカデミーの敷地）で保存されていた。チュメニからは20,000人以上の市民が兵士として前線へ向かい、6,000人以上が戦死・病死している。しかしこの時期はチュメニの発展を後押しした時期でもあった。1941年の冬にはドイツ軍が迫るヨーロッパ・ロシアから22の工場がチュメニへ疎開し、1942年春までに操業を開始した。チュメニはまた前線で傷ついた兵士の看病に当たる「病院の町」にもなった。こうしたことがチュメニの人口と経済を押し上げる結果になった。

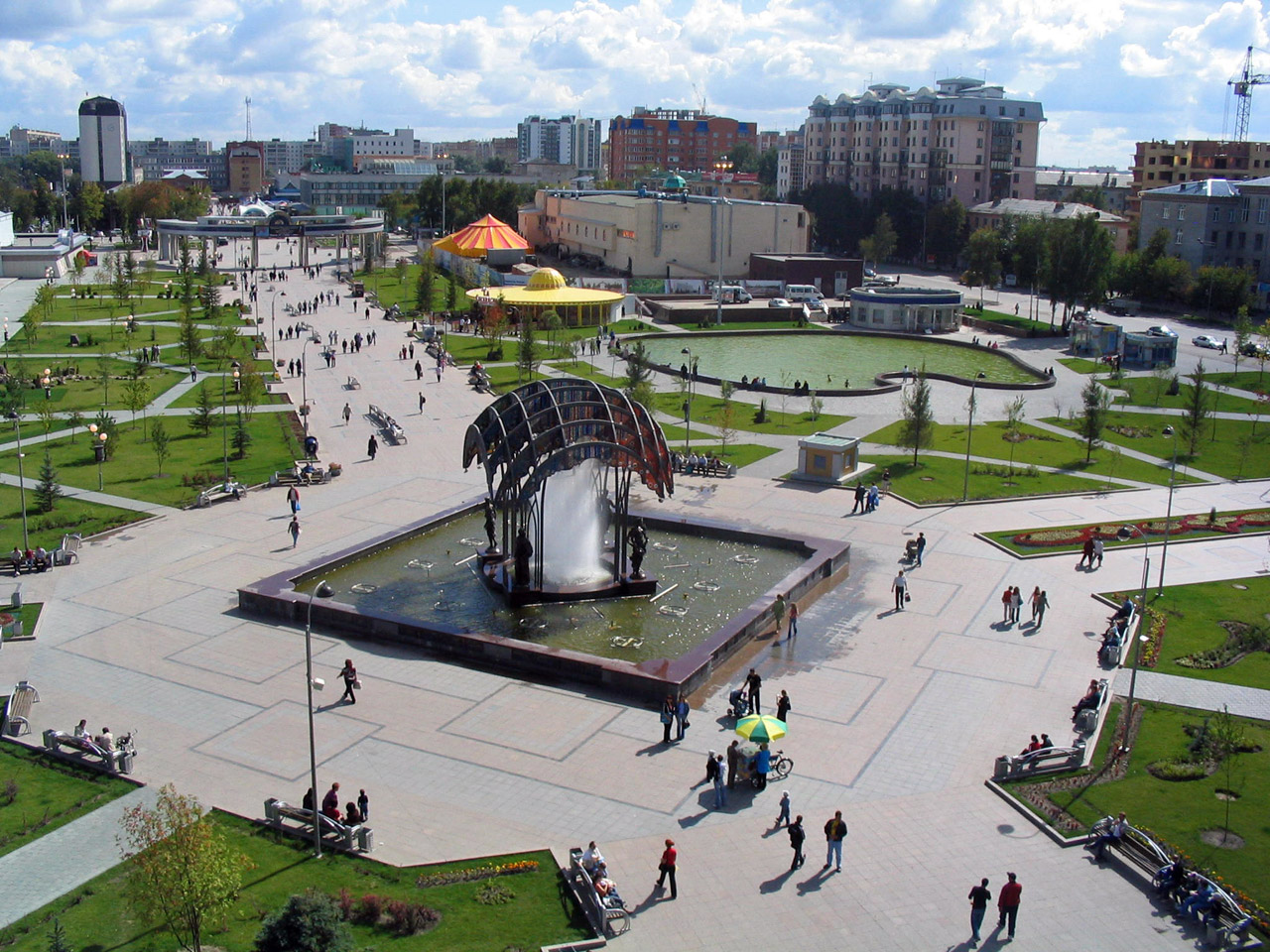
チュメニ市街の公園

1960年代、チュメニ州付近で豊富な油田とガス田が発見されると、チュメニはソビエトの石油産業の首都となり、シベリア鉄道開通後に続く第二の人口・経済の成長期を迎えた。発見された油田の大部分はチュメニから数百km北のスルグトやニジネヴァルトフスク付近にあったが、これらに最も近い大都市であり、州の行政の中心地でシベリア鉄道本線も通るチュメニが、油田採掘の補助に当たる産業や原油・天然ガスを加工する産業が立地する場所になった。これらの産業に従事するため数万人から数十万人の技術者や熟練労働者がソ連各地からチュメニに集まり、働いて住むようになった。
しかし石油関連産業は豊かさをもたらしたのみならず、わずか数年での住民の急増に行政サービスが追い付かない混乱を招いたほか、無秩序に街が拡大したため道路などのインフラ整備や住民共同体の確立が都市拡大に追い付けないというバランスの悪さを今日にまで残している。

## 地理

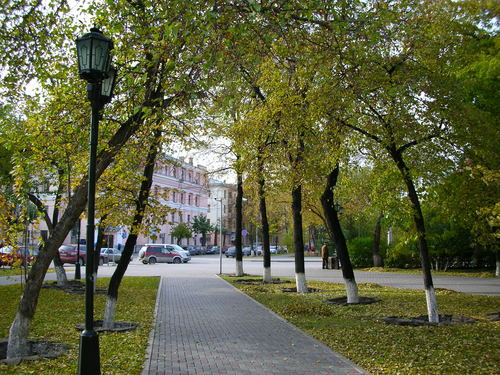
秋のチュメニ

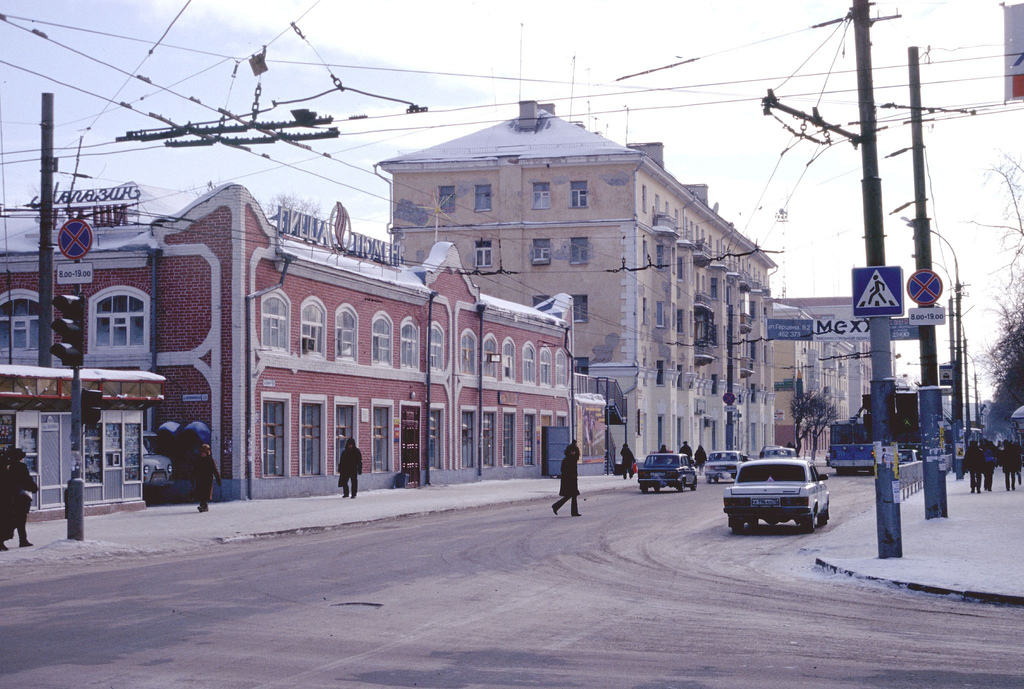
チュメニ市街の歴史的景観

チュメニはトゥラ川沿いの高い岸の上に建てられ、その周辺を伝統的な町の中心としてきた。中心部の家屋や商店は二階建や平屋の木造建築で、その周囲には多くの村落が散在していた。後の都市拡大で周囲の村落もチュメニ市街に取り込まれている。現在、チュメニは大きな村の集合体のようであり、あちこちに高層の住宅やオフィスが乱雑に固まっている。市内は中央区、レーニンスキー区、カリーニンスキー区、ヴォストチヌイ区（東区）の4つの行政区にわかれている。

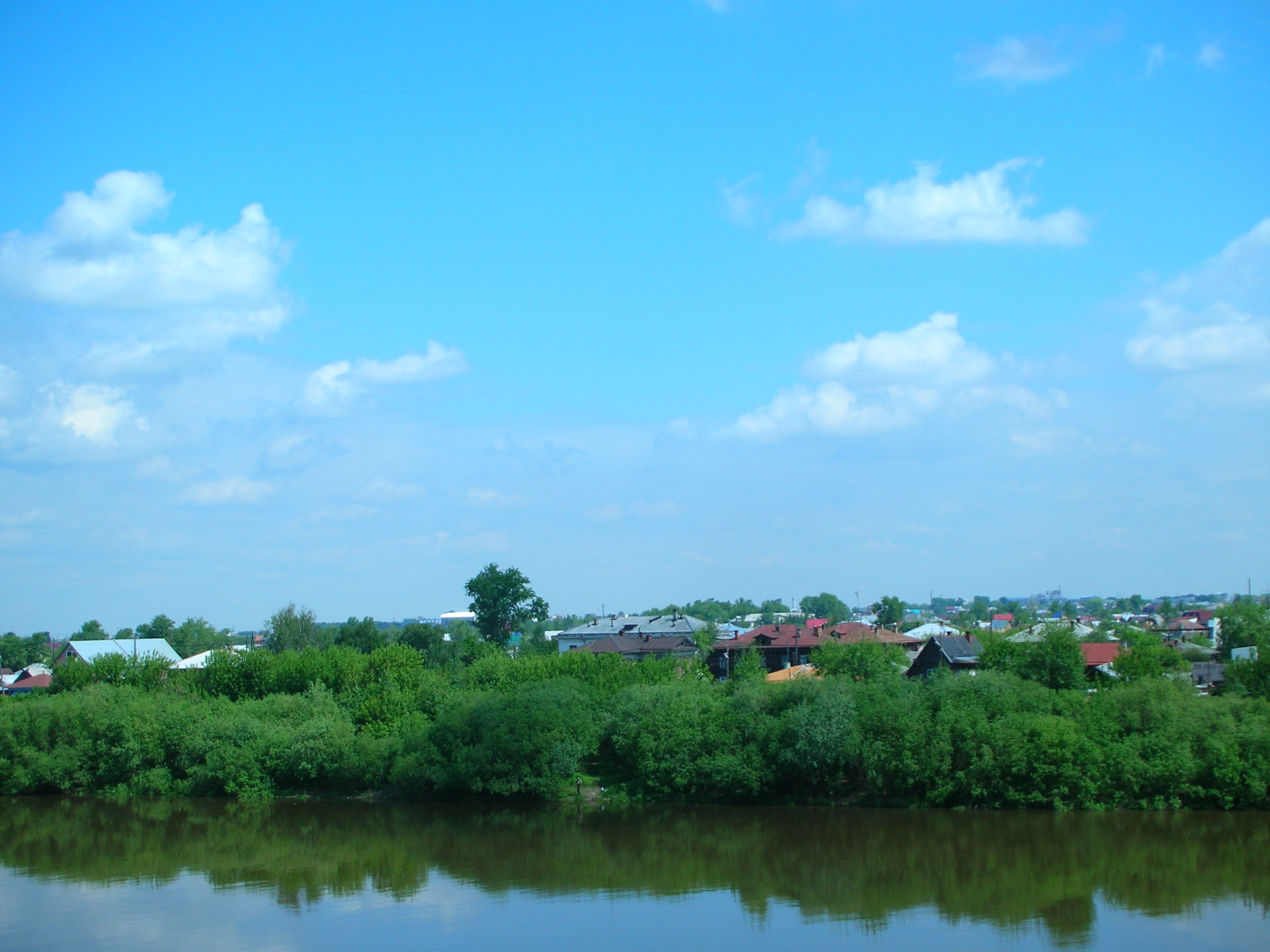
川沿いの地区、ブハルスカヤ・スロボダ

チュメニには少なくとも3つの中心的場所がある。一つ目はトゥラ川沿いの高台にある歴史地区（57°09'47"N; 65°31'13"E）で、チュメニ創建の地、チュメニ市役所の歴史的建築、第二次世界大戦記念碑と永遠の炎、イェルマークを記念する十字架などが固まっている。建物の多くは低層のレンガ造りや木造の商家、革命前の商人の邸宅、ソ連初期の建築物などである。チュメニでの歴史的出来事のほとんどはこの地区で起こってきた。高台の下の川沿いの低地はブハルスカヤ・スロボダと呼ばれる伝統的な住宅地で低層の古い木造住宅が多く、高台とともに歴史的景観を構成している。

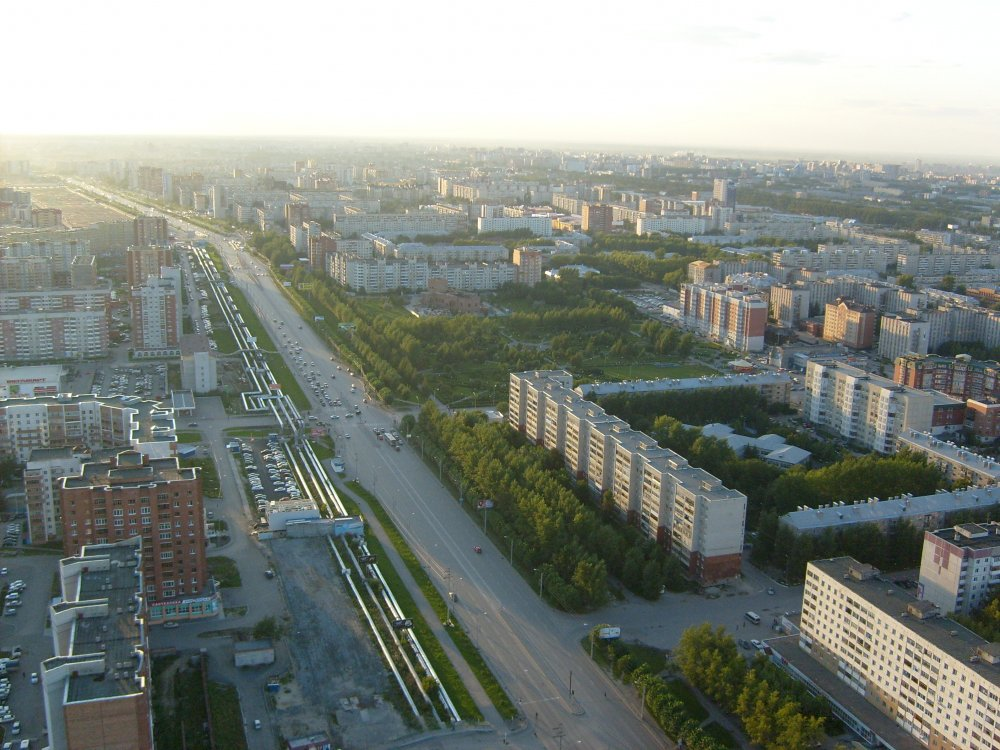
チュメニに広がる団地

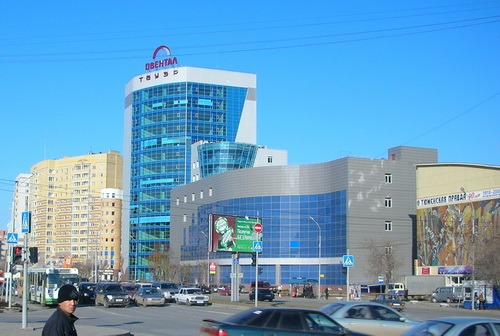
チュメニのアレクサンドル庭園地区の新市街

二つ目は歴史的地区の東に接する中央広場周辺（57° 09'10"N 65°32'28"E）で、チュメニ州政府、知事官邸、中央郵便局（チュメニ州の道路網の起点にもなっている）、警察本部などの行政組織が集まっており、周囲は中層の団地が立ち並ぶ。この広場は国家的行事や宗教行事がおこなわれる場所になっている。
三つ目はモーリス・トレーズ通り（57° 08'45"N 65°32'41"E）で、チュメニの交通の中枢である。市の大通の多くがこの長さ数百メートルという比較的短い通りに集まっており、交通渋滞のもとにもなっている。
市の南や東南には1980年代に建てられた高層住宅群があるが、中心部への遠さや計画の悪さなどで居住環境はあまりよくない。2000年代に入り、工場地区や木造建築を取り壊して再開発がおこなわれ、新しいオフィスビルや集合住宅が出現している。
チュメニ市は面積は235平方kmであり、その地形の最大の特徴は北西から南東へ市域を貫いて流れるトゥラ川にある。トゥラ川はチュメニ中心部より下流で航行可能である。トゥラ川は比較的浅く両岸に広い湿地帯が広がる川で、左岸はなだらかな丘に囲まれた氾濫原になっている。トゥラ川は雪解けの起こる春には水量が増加し、5月半ばに水量がピークに達し、最も水量の少ない夏の終わりごろよりも川幅が8倍から10倍に広がる。市街地は高さ8 mの増水に耐えられる大きさの堤防で守られている。増水の最大記録は1979年の9.15 mで、2007年にも7.76 mの増水を経験している。
チュメニの気候は湿潤大陸性気候で、暑く湿度の高い夏と、長く寒い冬が特徴である。気候は変わりやすく、市街地の気温は周囲よりも数度高く降雨量も多い。1月の平均気温はマイナス16.7度で、1951年2月にはマイナス50度を記録した。7月の平均気温は18.6度で、最高記録は38度となっている。平均降水量は457 mmで、1943年には581 mmと最高を記録し、1917年は231 mmと最低を記録した。
| チュメニの気候                      | チュメニの気候 | チュメニの気候 | チュメニの気候 | チュメニの気候 | チュメニの気候 | チュメニの気候 | チュメニの気候 | チュメニの気候 | チュメニの気候 | チュメニの気候 | チュメニの気候 | チュメニの気候 | チュメニの気候 |
| 月                                  | 1月            | 2月            | 3月            | 4月            | 5月            | 6月            | 7月            | 8月            | 9月            | 10月           | 11月           | 12月           | 年             |
| ----------------------------------- | -------------- | -------------- | -------------- | -------------- | -------------- | -------------- | -------------- | -------------- | -------------- | -------------- | -------------- | -------------- | -------------- |
| 最高気温記録 °C （°F）              | 5.6 (42.1)     | 7.0 (44.6)     | 17.1 (62.8)    | 30.7 (87.3)    | 34.9 (94.8)    | 36.2 (97.2)    | 37.5 (99.5)    | 37.4 (99.3)    | 31.2 (88.2)    | 24.1 (75.4)    | 12.8 (55)      | 6.7 (44.1)     | 37.5 (99.5)    |
| 平均最高気温 °C （°F）              | −10.7 (12.7)   | −8.1 (17.4)    | 0.1 (32.2)     | 9.4 (48.9)     | 17.7 (63.9)    | 23.3 (73.9)    | 24.5 (76.1)    | 21.2 (70.2)    | 14.7 (58.5)    | 7.3 (45.1)     | −3.5 (25.7)    | −9.1 (15.6)    | 7.2 (45)       |
| 日平均気温 °C （°F）                | −15.0 (5)      | −13.3 (8.1)    | −5.3 (22.5)    | 3.7 (38.7)     | 11.3 (52.3)    | 17.1 (62.8)    | 18.8 (65.8)    | 15.8 (60.4)    | 9.6 (49.3)     | 3.1 (37.6)     | −7.0 (19.4)    | −13.0 (8.6)    | 2.2 (36)       |
| 平均最低気温 °C （°F）              | −19.2 (−2.6)   | −18.1 (−0.6)   | −10.4 (13.3)   | −1.3 (29.7)    | 5.4 (41.7)     | 11.3 (52.3)    | 13.6 (56.5)    | 11.1 (52)      | 5.4 (41.7)     | −0.4 (31.3)    | −10.4 (13.3)   | −16.9 (1.6)    | −2.5 (27.5)    |
| 最低気温記録 °C （°F）              | −46.2 (−51.2)  | −43.7 (−46.7)  | −38.4 (−37.1)  | −29.5 (−21.1)  | −10.2 (13.6)   | −1.9 (28.6)    | 0.7 (33.3)     | −2.7 (27.1)    | −8.6 (16.5)    | −26.7 (−16.1)  | −41.0 (−41.8)  | −49.2 (−56.6)  | −49.2 (−56.6)  |
| 降水量 mm （inch）                  | 25 (0.98)      | 15 (0.59)      | 17 (0.67)      | 23 (0.91)      | 45 (1.77)      | 55 (2.17)      | 89 (3.5)       | 60 (2.36)      | 57 (2.24)      | 38 (1.5)       | 34 (1.34)      | 27 (1.06)      | 485 (19.09)    |
| 平均降雨日数                        | 0.4            | 0.2            | 2              | 9              | 16             | 17             | 17             | 19             | 19             | 13             | 4              | 0              | 117            |
| 平均降雪日数                        | 24             | 19             | 15             | 8              | 4              | 0.2            | 0              | 0              | 2              | 11             | 20             | 23             | 126            |
| % 湿度                              | 80             | 76             | 70             | 62             | 58             | 65             | 72             | 77             | 77             | 77             | 80             | 80             | 73             |
| 平均月間日照時間                    | 68.2           | 123.2          | 167.4          | 243.0          | 272.8          | 300.0          | 328.6          | 238.7          | 165.0          | 102.3          | 69.0           | 55.8           | 2,134          |
| 出典1：Pogoda.ru.net                |                |                |                |                |                |                |                |                |                |                |                |                |                |
| 出典2：Climatebase (sun, 1933–2011) |                |                |                |                |                |                |                |                |                |                |                |                |                |

## 人口

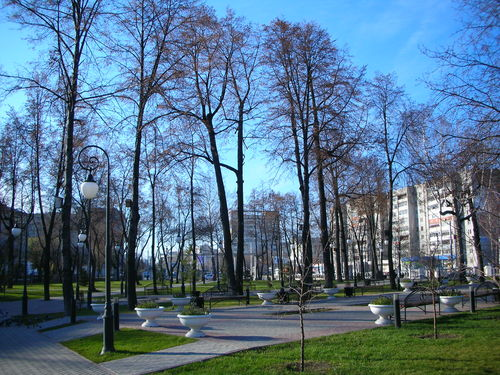
アレクサンドル庭園

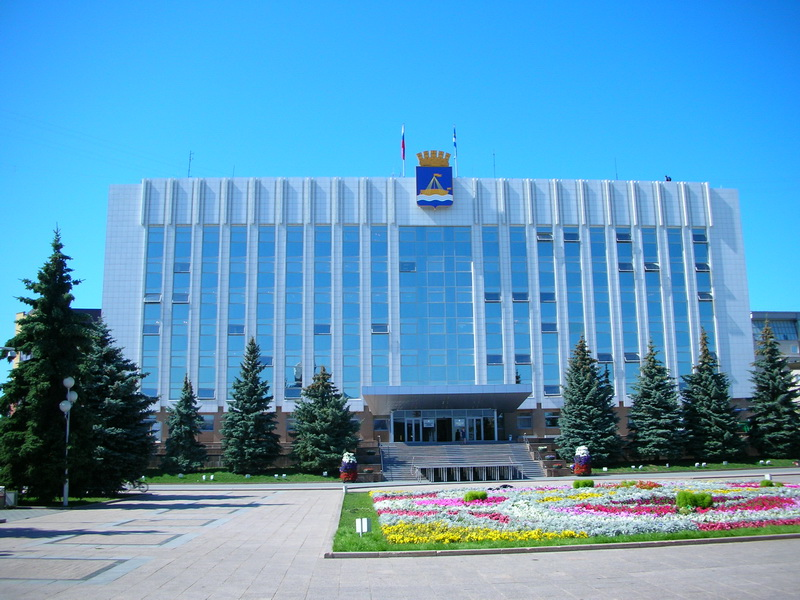
チュメニ市政府

チュメニの人口は16世紀から19世紀末のシベリア鉄道開通までの間は大きく増えず、なだらかな微増を続けていた。鉄道開通でチュメニは爆発的に成長し、トボリスクを抜き地域最大の都市となった。20世紀初頭には人口は3万人を数えている。第二次世界大戦時の工場疎開で人口は2倍以上に増え、15万人ほどになった。1960年代の西シベリア油田発見以後人口は急増し、1960年代の間には25万人を超えないだろうとみられていたのが50万人近くにまで激増した。ソ連末期の経済混乱が起こる1988年までは人口は安定期であったがその後人口は減少した。1990年代後半からはチュメニは再び石油産業の中心として人口を集め始め、2002年全ロシア国勢調査では人口は510,719人となった。その後の人口移入と周辺地区の併合により、2008年の人口は588,600人ほどと見積もられている。 
ソ連各地から労働者が集まったチュメニの民族構成は多様で、ロシア人を筆頭にウクライナ人・タタール人が多くを占める。石油産業発展後、ソ連の古くからの油田・ガス田地帯からの労働者・技術者も多く流入している。

## 宗教

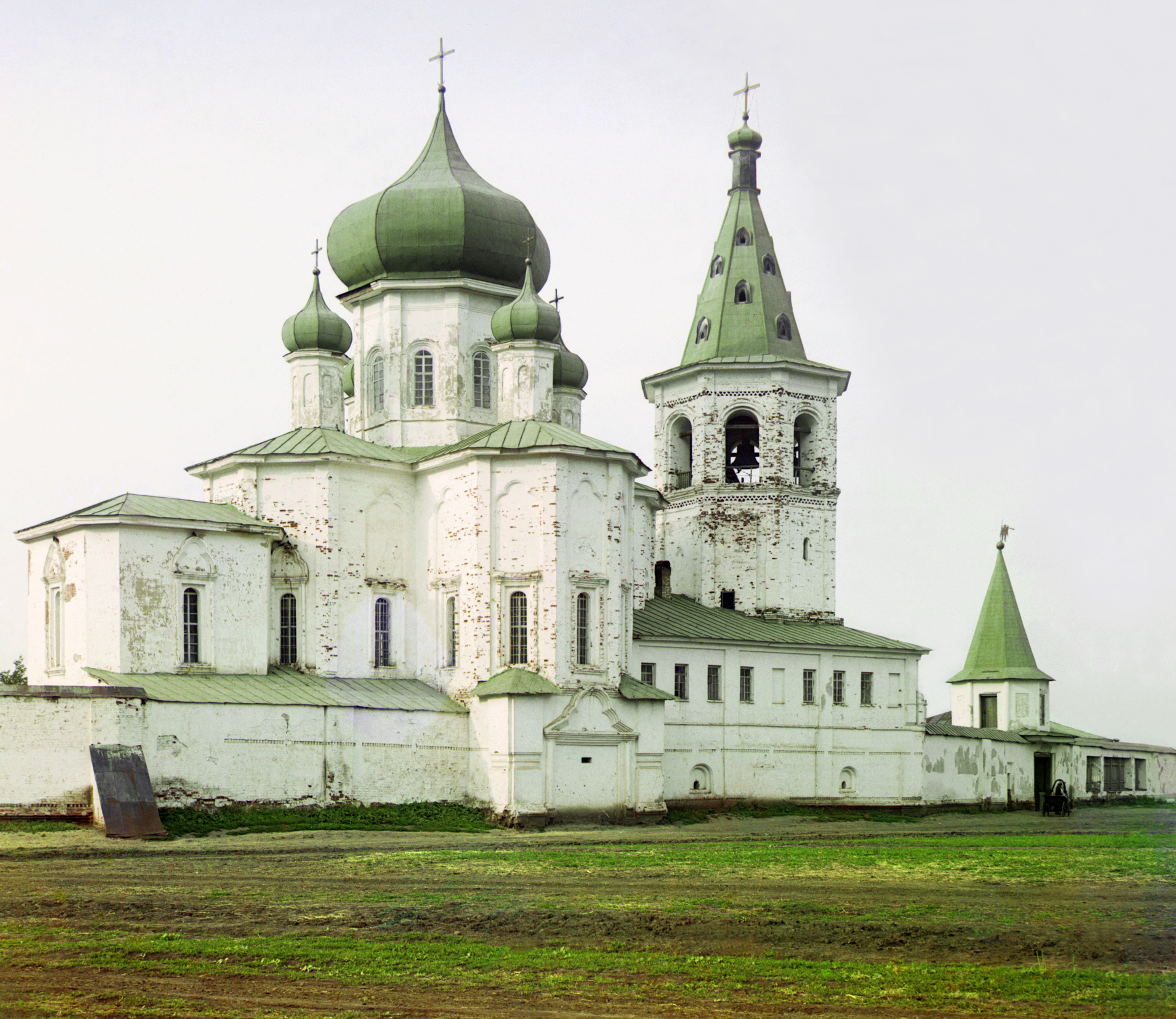
チュメニの至聖三者修道院（セルゲイ・プロクジン＝ゴルスキーにより1912年撮影）

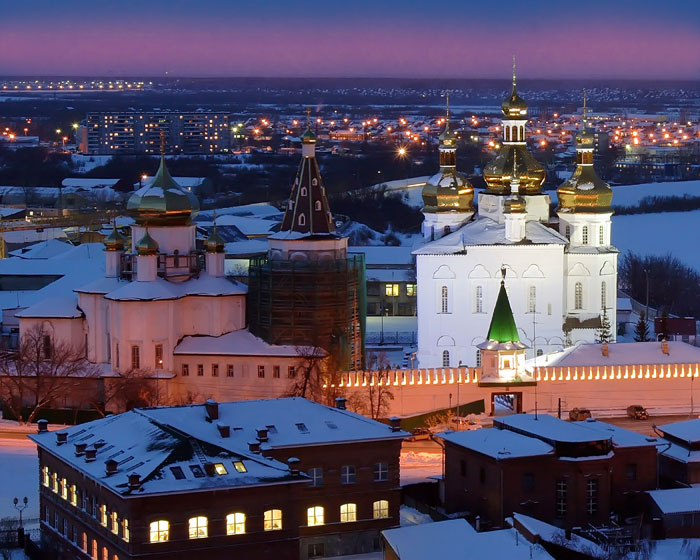
今日のチュメニの至聖三者修道院

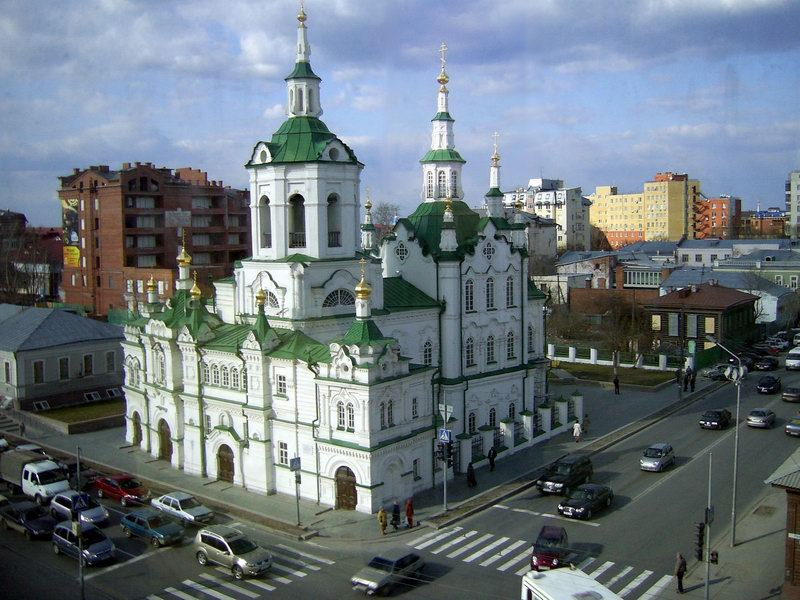
チュメニの救世主聖堂（スパスカヤ聖堂）

チュメニは創建時からシベリアの宗教的中心であった。2009年時点で市内にはロシア正教会の聖堂が10か所（古くからの聖堂と、ソ連崩壊後の新設分を含む）、モスクが2か所（いずれもソ連崩壊後の新設）、シナゴーグが1か所、ローマ・カトリックの教会が1か所ある。
1616年、カザンのニフォントによって至聖三者修道院が建立された。1709年から1711年にかけて、最初のシベリア大主教フィロフェイ・レスチンスキーの命により修道院は石造で建て替えられた。新首都サンクトペテルブルク以外での石造建築が禁止されていた時期にあって、この修道院は皇帝ピョートル1世の特別の許可で石造での建て替えを許された。1761年にはチュメニ宗教学校が誕生している。さらに1708年から1885年にかけて様々な大きさの12か所の石造りの聖堂と2つの修道院が建てられた。
ソ連時代、宗教学校は閉鎖され聖堂のうち2つが解体されたが、ほかは建物が残り、2008年までにほとんどが聖堂として再度使われている。2009年初頭には破壊された聖堂のうちの一つの再建が始まり、もう一つの聖堂の再建も議論されている。チュメニ宗教学校も1997年に再開した。
ロシア帝国時代以来、正教会が支配的宗教だったが、イスラム教、ユダヤ教、ローマ・カトリック、古儀式派などの信徒もおり、ソ連時代以前にそれぞれモスクや教会を建てていた。しかしカトリック教会の建物だけが残り、モスクやシナゴーグは取り壊された。シナゴーグは長年無残な廃墟になっていたが、2000年に元の場所で再建されている。

## 経済

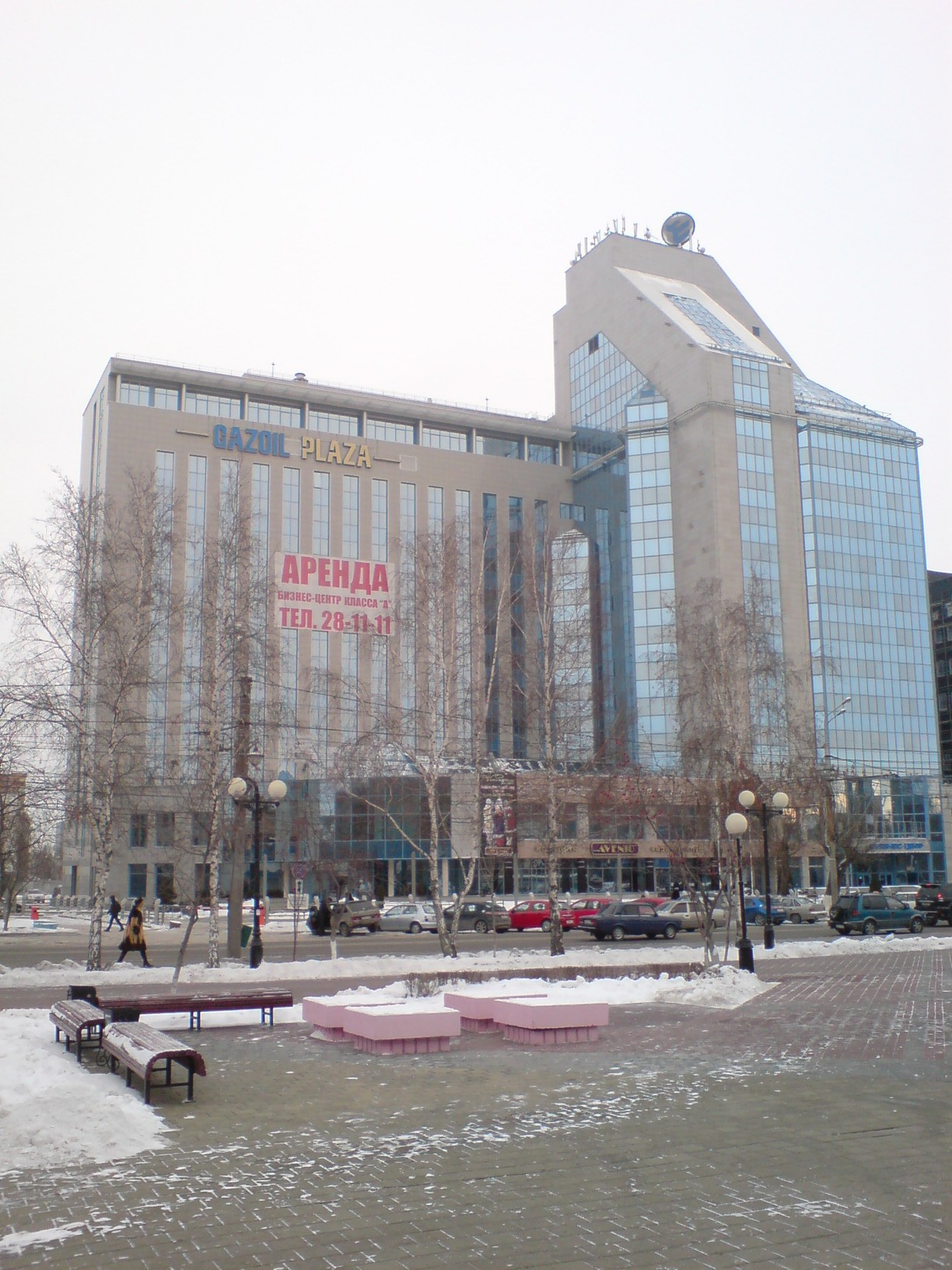
チュメニのガスオイルプラザ・ビル

チュメニはロシアの石油・天然ガス産業の重要な基地である。西シベリア油田地帯の周辺では最も鉄道・道路・水運・空港など交通機関が発達していること、気候の厳しい油田地帯よりも気候が穏やかな場所であることから、油田地帯を補助する機能はチュメニに拠点を置いている。チュメニは石油産業以外にも、機械工業、化学、医療、文化、教育の地域的中心にもなっている。
チュメニに拠点を置く石油企業には、ガスプロム、ルクオイル、インベストユニオン（旧ガスプロムネフチ）などのロシアの大手石油企業のほか、BPとの合弁企業TNK-BP、シェルなどがある。またKCA DEUTAGやシュルンベルジェなどの採掘技術関連企業など、石油採掘を支援する産業もチュメニに集積する。
チュメニには先端技術団地もあるほか、高度な医療を行う連邦の医療センターも所在しており、シベリアの人々に高度医療を提供している。

## 文化・教育

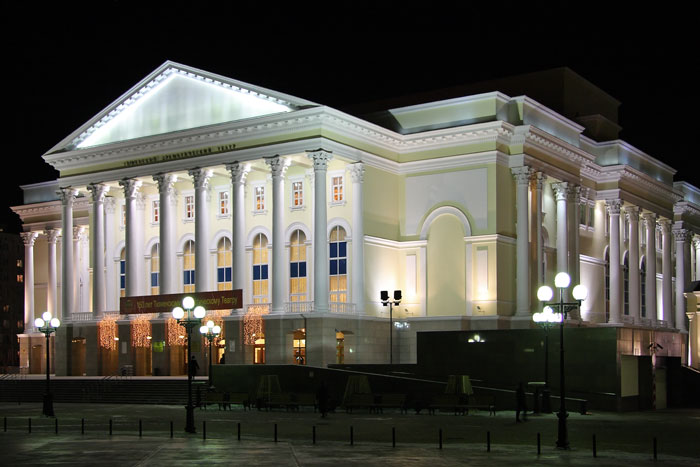
チュメニ・ドラマ劇場

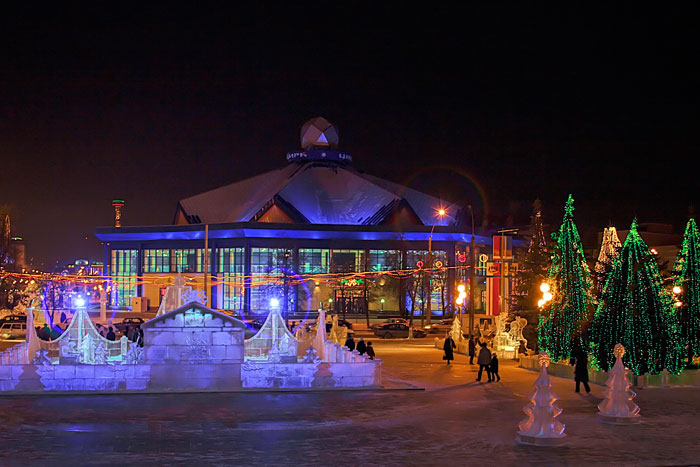
チュメニのサーカス劇場

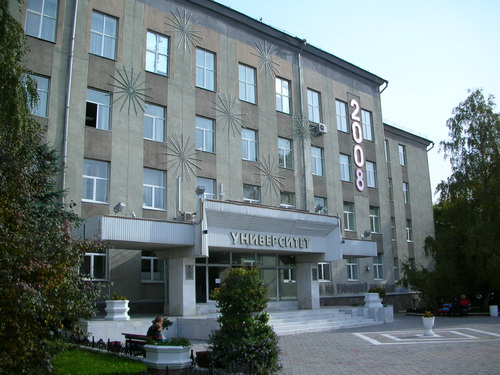
チュメニ大学

チュメニは西シベリアの芸術や娯楽の中心でもある。ドラマ・コメディ劇場は早くも1858年に開設されて現在に至っている。そのほか人形劇劇場や青年劇場、チュメニ音楽ホール、チュメニ・サーカス劇場などもある。チュメニ交響楽団もあり広く活動している。
博物館・美術館も多い。チュメニ地方民俗博物館、チュメニ美術館が有名なほか、地質学博物館、医療史博物館、チュメニ農業アカデミー付属の博物館群、かつての商人の邸宅を開放した博物館などもある。
チュメニは主に労働者の町であり文化人は多くないが、長い歴史の中で多くの詩人や小説家を輩出してきた。国際的に知られる児童文学者ヴラディスラフ・クラピーヴィン（Vladislav Petrovich Krapivin）はチュメニ出身である。またチュメニは多くのスポーツ選手を生み出した街でもある。アイスホッケー、サッカー、フットサルのプロのクラブチームもチュメニを拠点にしている。年中使用可能な室内スケート場、室内サッカー場、テニス場などのほか、冬季にはスキーなどのウィンタースポーツも盛んにおこなわれる。
チュメニは大学などの高等教育機関も集まる。1964年、拡大する石油産業からの資質の高い労働者の需要に対応すべくチュメニ産業大学が開学された。それ以来様々な大学や短期大学がチュメニに誕生した。チュメニ国立大学、チュメニ建築大学、チュメニ石油・ガス大学、チュメニ農業アカデミーなどがおもな高等教育機関である。

## 交通

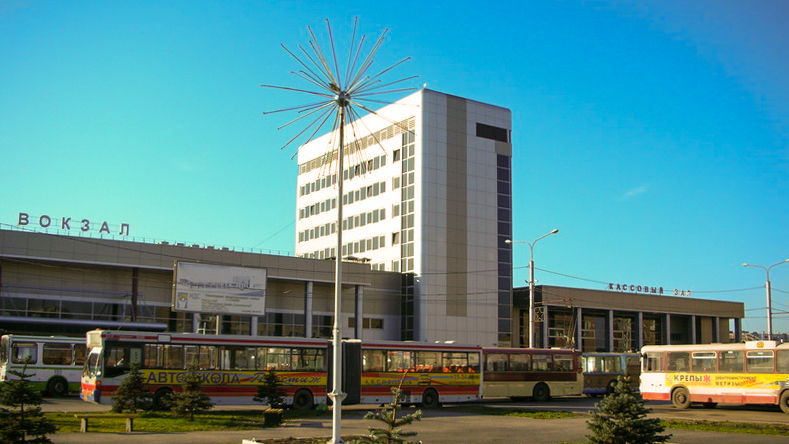
チュメニ駅

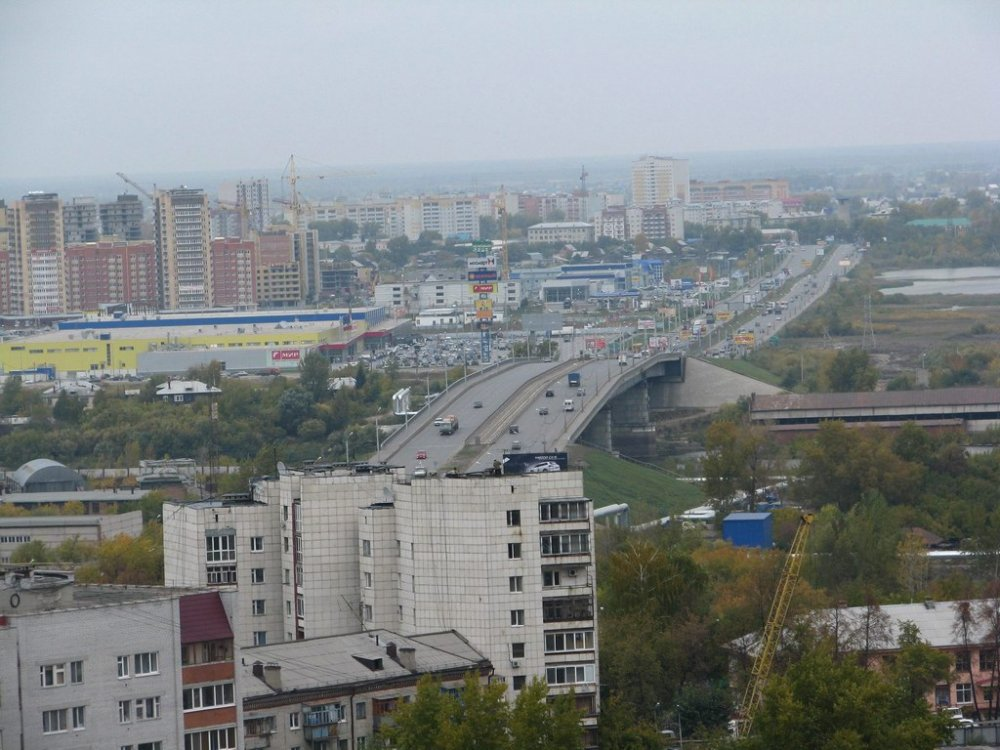
トゥラ川の橋

チュメニ駅は1885年に開業した駅で、現在はスヴェルドロフスク鉄道支社の管轄下にある。歴史的市街地からは歩いて15分の位置にあり、シベリア鉄道を通る国際列車やオムスク・エカテリンブルク・トボリスク方面の近郊電車が数多く発着している。
市内交通では数多くの市営バスや私営バス、路線タクシーが走っている。私営バスの多くはドイツの街を走っていた中古バスを利用している。
市内から13 km西にはロシチノ空港（チュメニ国際空港）があり、モスクワやサンクトペテルブルクなどの主要都市のほか、中央アジアやヨーロッパ行きの定期路線もいくつか開設されている。
市内の道路事情は悪い。市域はトゥラ川とチュムネカ川とシベリア鉄道で分断されており、これらをまたぐ橋や陸橋は少ない。またソ連時代に設計された道路は主に公共交通をさばける規模で造られており、自家用車が増えた今日では対応しきれず、渋滞は慢性化している。市政府・州政府は道路網の改善計画にとりかかっている。

## 著名な出身者
- グリゴリー・ラスプーチン
- アーヴィング・バーリン - 作曲家
- ユーリー・グリャーエフ - バリトン歌手、作曲家
- タマーラ・トゥマーノワ - バレエダンサー
- ヴラディスラフ・クラピーヴィン - 児童文学者
- エカテリーナ・キセリョーワ - トップモデル

## 姉妹都市
- ベルン、スイス　（2007年）
- ブレスト、ベラルーシ　（1999年）
- カルガリー、カナダ
- ツェレ、ドイツ　（1994年）
- 大慶、中華人民共和国　（1993年）
- ヒューストン、アメリカ合衆国　（1995年）

## 資料
1. ↑  “Tyumen Climate” (Russian).   Weather and Climate (Погода и климат). 2015年11月30日閲覧。
2. ↑  “Tjumen (Tyumen) Climatological Normals 1933–2011”.   Climatebase. 2015年12月8日時点のオリジナルよりアーカイブ。2015年11月30日閲覧。